# Andervenne
Andervenne település Németországban, azon belül Alsó-Szászország tartományban. Lakosainak száma 895 fő (2023. december 31.). Andervenne Lengerich, Handrup, Fürstenau és Freren községekkel határos.

## Népesség
A település népességének változása:
| Lakosok száma | 875  | 886  | 888  | 889  | 905  | 889  | 895  |
|               | 2014 | 2016 | 2017 | 2019 | 2021 | 2022 | 2023 |